# Sickla kanalbro

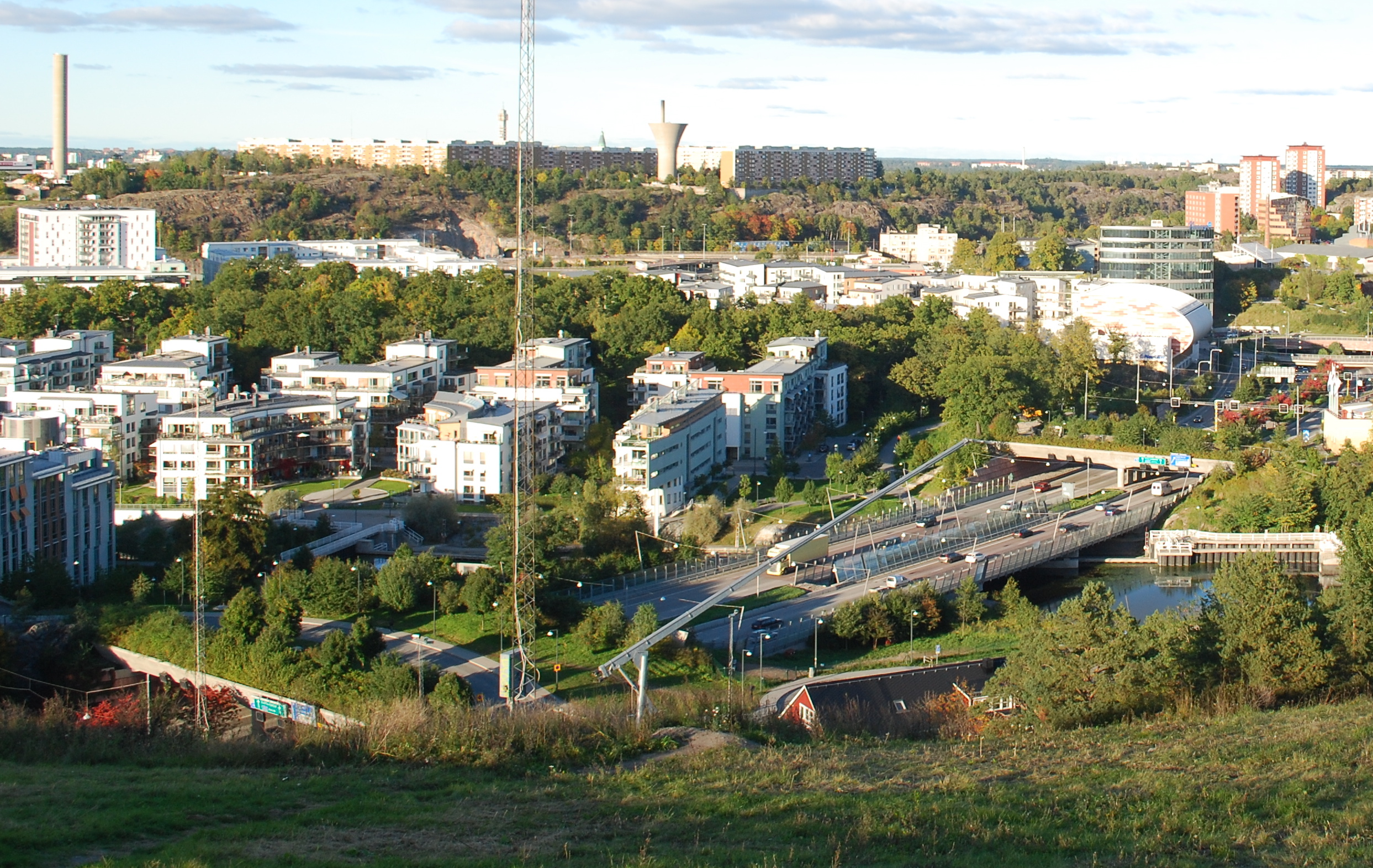
Sickla kanalbro hösten 2009 sedd från Hammarbytoppen.

Sickla kanalbro är en sexfältig motorvägsbro över Sickla kanal i stadsdelen Södra Hammarbyhamnen och området Hammarby sjöstad i Stockholm.
Bron färdigställdes 2004 och utgör en del av Södra Länken. På ömse sidor om kanalen finns ekodukter över motorvägen. Det finns en gång- och cykelbro strax väster om motorvägsbron och två gång- och cykelbroar öster om motorvägsbron.